# FCAMR
FCAMR (англ. High affinity immunoglobulin alpha and immunoglobulin mu Fc receptor; CD351) — белок, рецептор, продукт гена человека FCAMR. Рецептор (Fcα/μR) связывается с высокой аффинностью с  Fc-доменам иммуноглобулинов IgM и с более низкой аффинностью (в 10 раз меньшей) — с IgA.

## Функции
Fcα/μR является рецептором к Fc-доменам иммуноглобулинов IgM и IgA, который опосредует последующий эндоцитоз иммуноглобулинов. Играет роль в иммунном ответе на бактерии, который опосредован иммунноглобулинами IgA и IgM. Играет роль в воспалении.

## Тканевая локализация
У мыши белок Fcα/μR экспрессирован на макрофагах, фолликулярных дендритных клетках и B-лимфоцитах маргинальной зоны и фолликулов лимфатических узлов и на эпителиальных клетках канальцев почек. У человека белок описан на клетках соединительной ткани кишечника в lamina propria, на клетках Панета тонкого кишечника, фолликулярных дендритных клетках миндалин, на активированных макрофагах и некоторых типах IgD+/CD38+ B-лимфоцитов прегерминативных центров лимфатических узлов.

## Структура
Белок Fcα/μR состоит из 532 аминокислот, молекулярная масса 57.1 кДа. Содержит Ig-подобный домен типа V.